# Katissa simplicipalpis
Espèce
Synonymes
- Anyphaena simplicipalpis Simon, 1898
- Teudis bucolicus Chickering, 1940

Katissa simplicipalpis est une espèce d'araignées aranéomorphes de la famille des Anyphaenidae.

## Distribution
Cette espèce se rencontre à Saint-Vincent, au Panama et au Pérou.

## Description
Le mâle décrit par Brescovit en 1997 mesure 5,50 mm et la femelle 4,50 mm, les mâles mesurent de 4,30 à 6,00 mm et les femelles de 4,50 à 6,50 mm.

## Publication originale
- Simon, 1898 : On the spiders of the island of St Vincent. III. Proceedings of the Zoological Society of London, vol. 1897, p. 860-890 (texte intégral).